# Église Saint-Hippolyte de Bonnay
Pour les articles homonymes, voir Église Saint-Hippolyte.
L'église Saint-Hippolyte est une ancienne église catholique située sur le territoire de la commune de Bonnay, dans le département français de Saône-et-Loire et la région Bourgogne-Franche-Comté.
Construite au XIe siècle, c'est l'une des premières églises fortifiées de Bourgogne.

## Localisation
L'église est située sur le territoire de la commune de Bonnay, au hameau de Saint-Hippolyte. 
Elle est très visible des alentours car elle a été bâtie sur une hauteur qui domine d'environ 30 mètres le gué Aynard permettant de traverser la Guye, ce dernier situé à l'est, vers le grand couloir de passage que forme la plaine de la Saône.

## Protection
Les ruines de l'église Saint-Hippolyte ont été classées au titre des monuments historiques par un arrêté du 10 septembre 1913.
En 1912, soit l'année précédant ce classement, l'Académie de Mâcon avait attiré l'attention de la Commission des monuments historiques sur la nécessité de protéger cet édifice. En effet, cette commission avait sollicité la société savante de Mâcon pour que lui soit signalées « les églises qui mériteraient un classement immédiat » dans l'arrondissement de Mâcon, en réponse de quoi l'Académie avait remis au ministère de l'Instruction publique une liste comportant « 12 monuments parmi les plus anciens et les plus intéressants » (8 à classer en totalité et 4 en partie), parmi lesquels figurait « le clocher donjon de St-Hippolyte, commune de Bonnay (canton de Saint-Gengoux), XIIe siècle (en péril) ».

## Historique
L'église Saint-Hippolyte a été construite par les clunisiens (ordre de saint Benoît) au XIe siècle et a probablement été détruite au XVIe siècle. L'ordre, très influent à l'époque de la construction, choisit pour cette église un emplacement dominant tout le paysage : bâtie sur une hauteur, elle se voit de loin. 
Sa localisation et ses solides murs en pierre, en font un point de ralliement en cas de danger. C'est l'une des premières églises fortifiées de Bourgogne, et contrairement à ce qui se passera plus tard pour de nombreuses autres églises, ces travaux de protection ne sont pas le fait des populations mais celui des moines. Cette fortification, dûment autorisée par le seigneur de Brancion, commence à partir de 1214. Bien que l'ensemble soit de nos jours en ruines, ce qui reste du mur d'enceinte surmonté de larges créneaux garde son impact de puissance massive. Le clocher d'origine a été fortifié en ajoutant sur des côtés opposés deux extensions munies d'archères, avec comme résultat la formation d'une tour maîtresse.

## Description
Jean Virey a partiellement reconstitué ce qu’était l’église.

### Aspect extérieur
Ses dimensions étaient : une longueur de 26,9 m, une largeur totale (au transept) de 12,2 m, le chœur mesurait 5 mètres.
Le mur du bas-côté nord et très surélevé et donne l’aspect d’une muraille fortifiée qui rejoint le clocher. Celui-ci est un clocher-donjon. Le chevet présente une absidiole demi-circulaire en saillie. Le clocher est accompagné de deux tours. Le clocher proprement dit se compose de deux étages de baies en plein cintre, ornées par des bandes verticales.

### Intérieur
C’était une église à trois nefs avec un transept composé d’une croisée et de deux croisillons, dans le mur oriental s’ouvrent des absidioles, Le chœur est formé d’une travée droite et d’une abside en hémicycle. La voûte était en cintre brisé (comme à l’église de Chapaize).

Église de Saint-Hippolyte, commune de Bonnay (Saône-et-Loire)
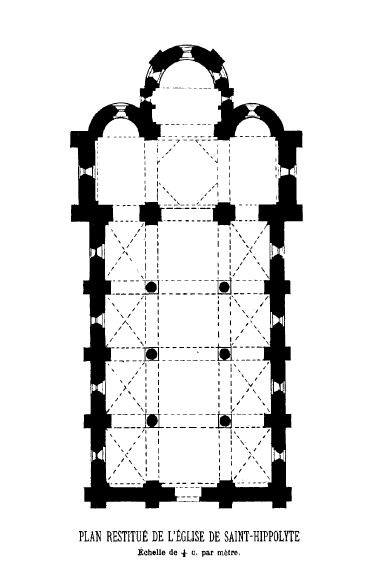
Plan de l'église établi par Jean Virey en 1890.
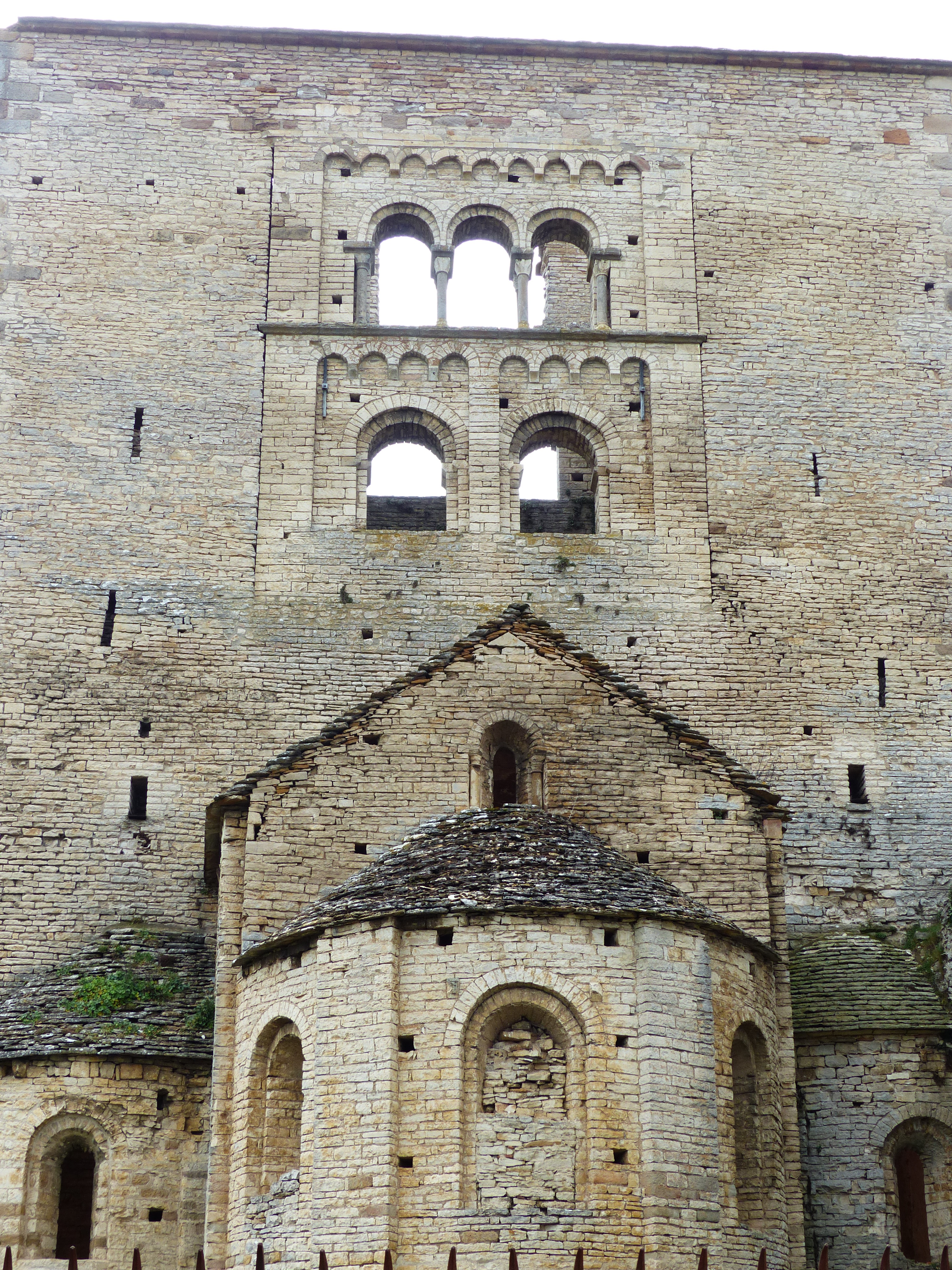
Le clocher, façade est, entouré de tours à archères.
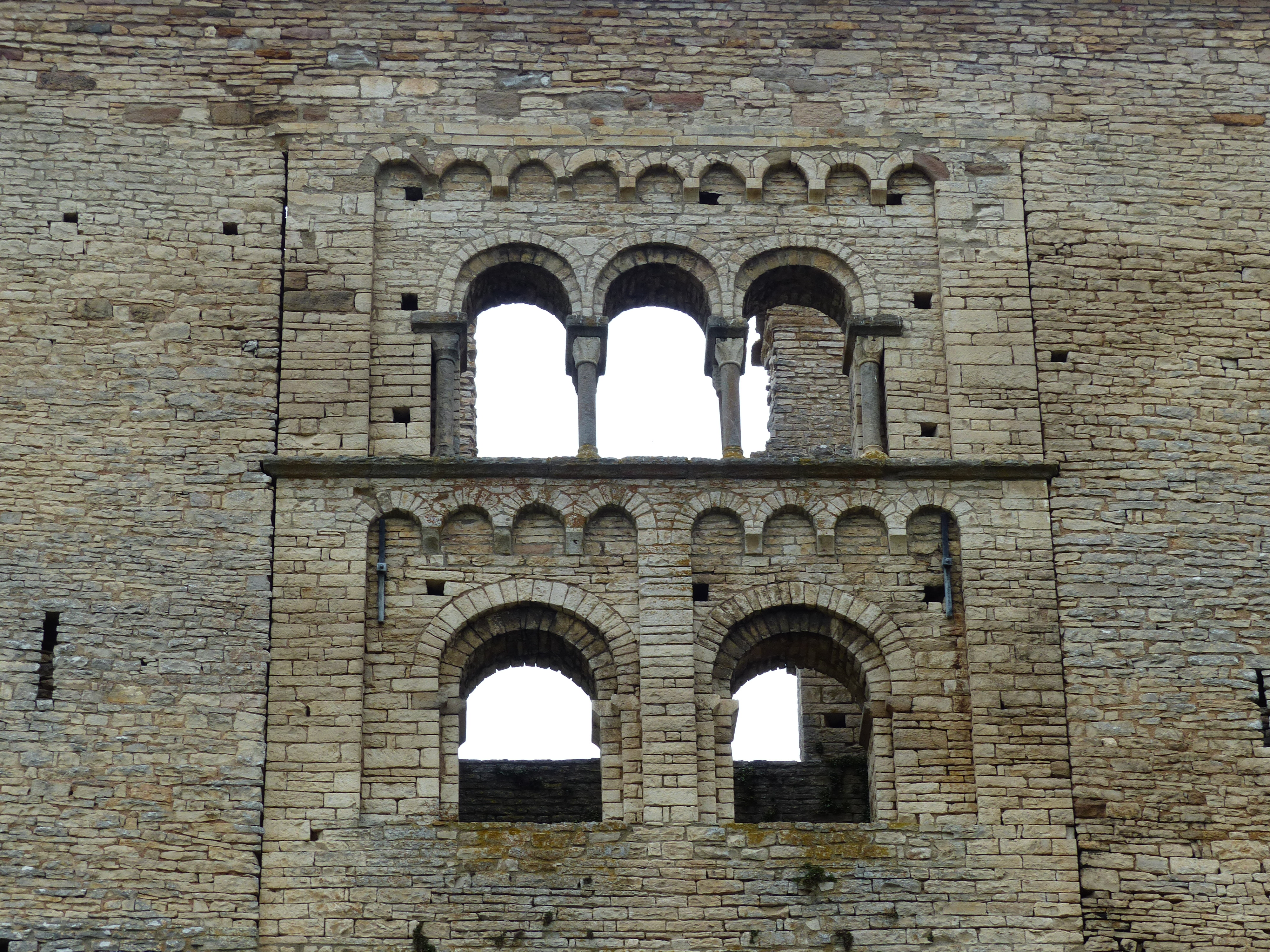
Leclocher, façade est, détail.
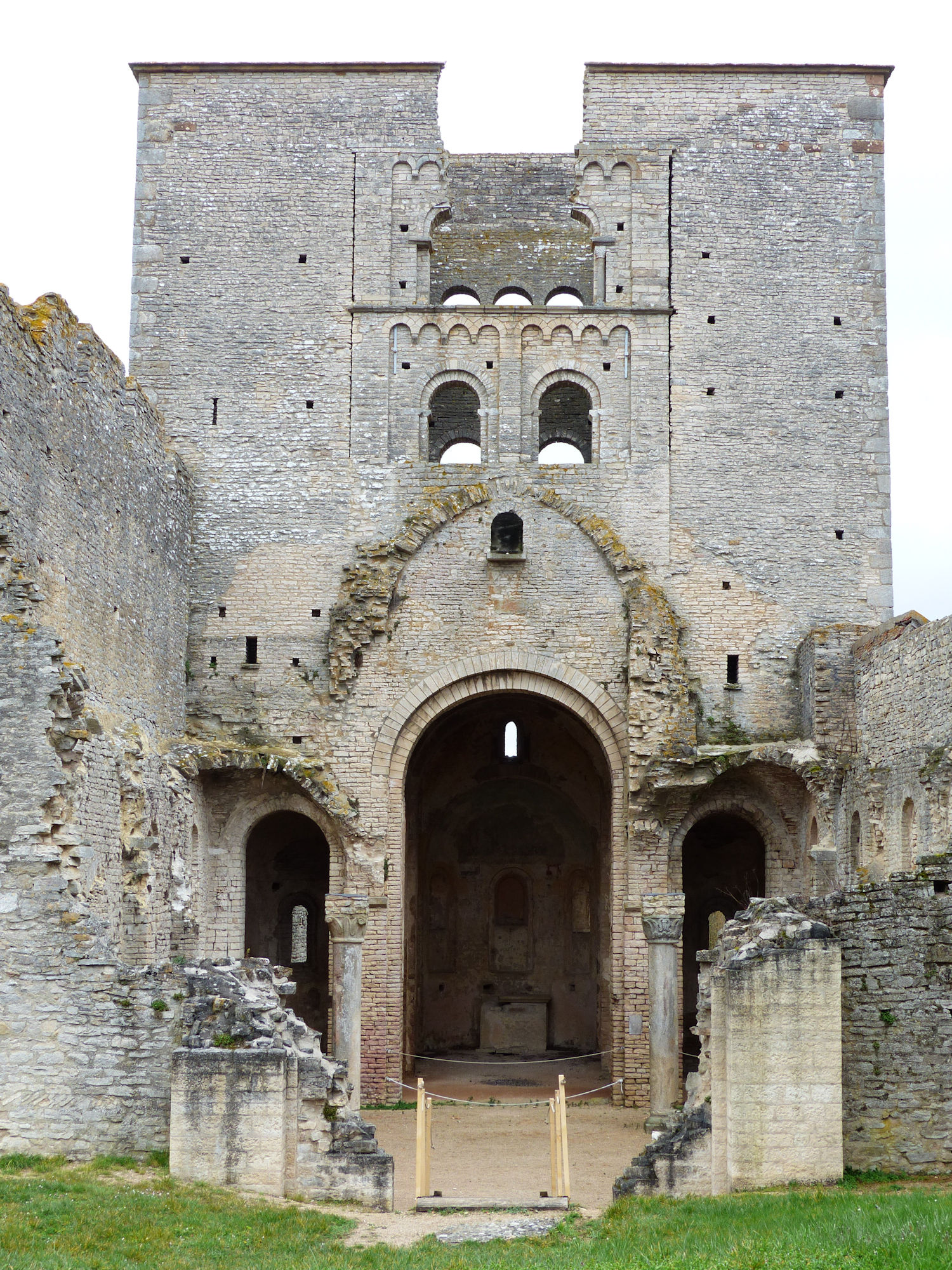
Le clocher, face ouest.
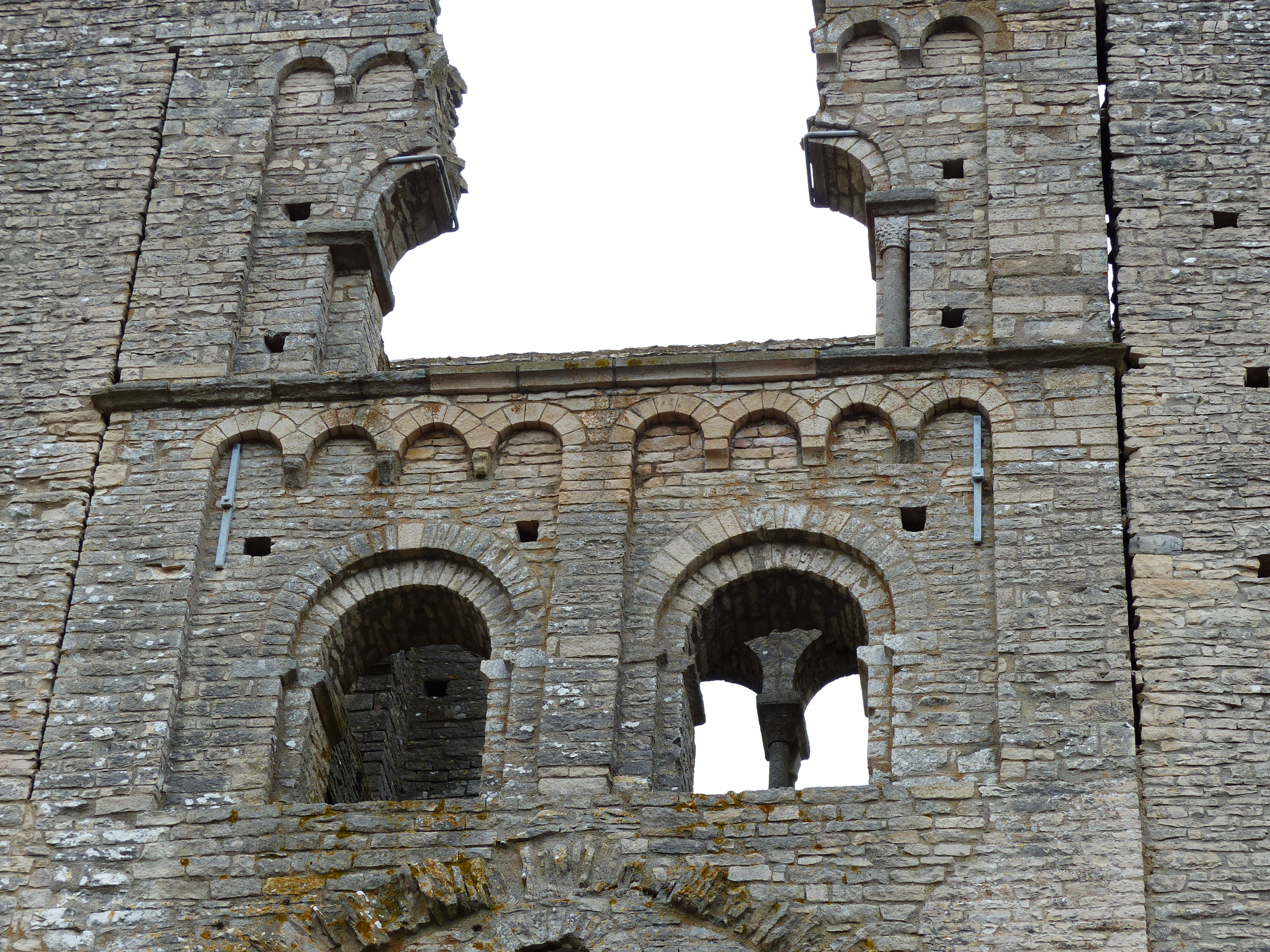
Le clocher, face ouest, détail.
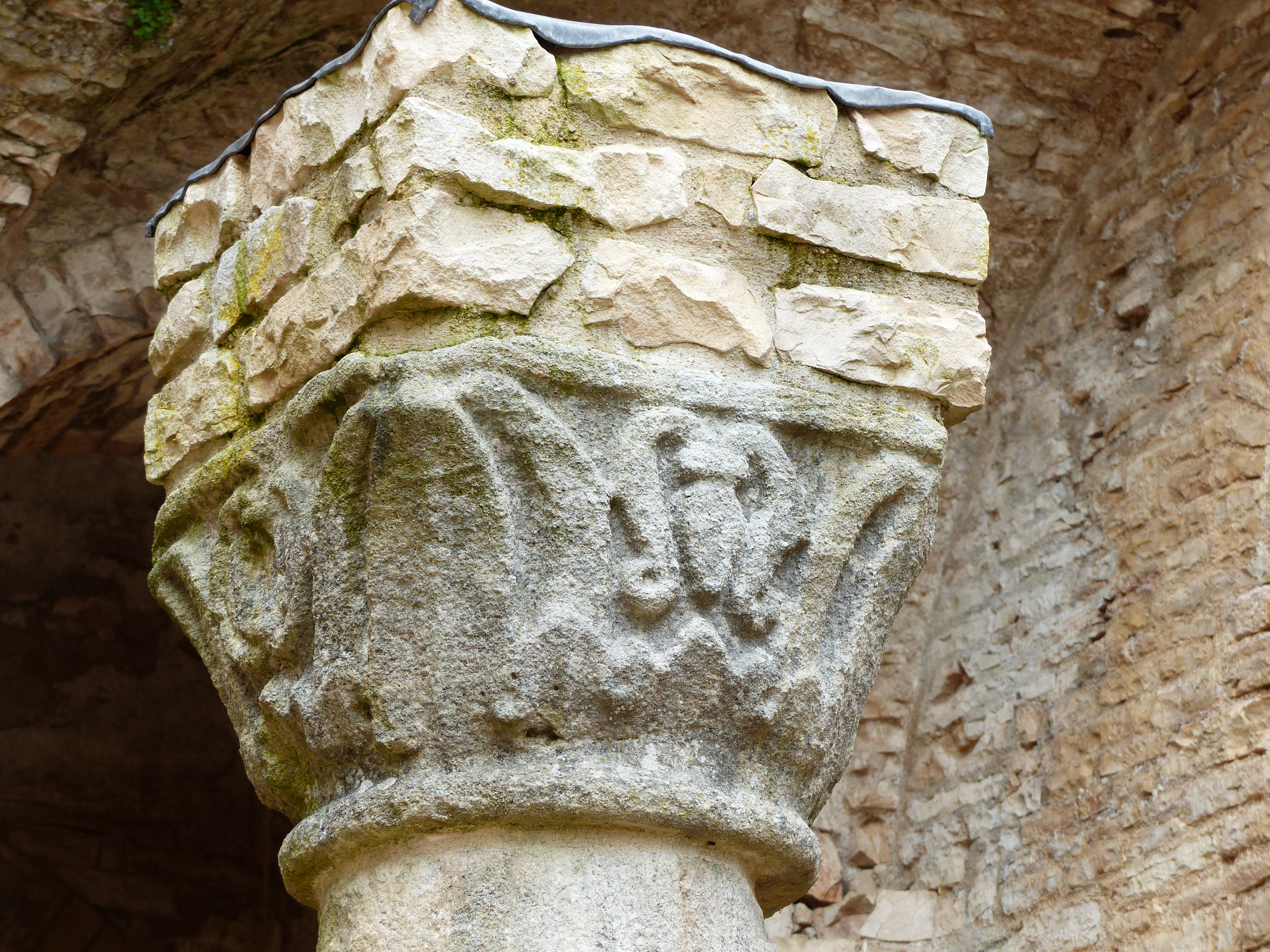
L'un des chapiteaux sculptés.